# Pagnon
Pagnon is een historisch merk van scooters.
De Fransman Pagnon ontwikkelde in 1957 deze scooter met een liggende 125 cc eencilinder inbouwmotor van Ultima. 